# ماريا أندريا كازامايور
كانت ماريا أندريسا كازامايور دي لا كوما (بالإسبانية: María Andresa Casamayor de La Coma، مدينة سرقسطة، 30 نوفمبر 1720 - مدينة سرقسطة، 23 أكتوبر 1780) عالمة رياضيات وكاتبة إسبانية وأيضًا معلمة في إحدى مدارس الفتيات الإسبانية. تميزت ماريا بتفكيرها الرياضي وقدرتها على العمل مع الأرقام، وقدمت إسهامـات كبيرة في علم الحساب، الذي كان يُعتبر في ذلك الوقت مجالًا مقصورًا على الرجال. تُعد ماريا واحدة من العالمات والرياضيات الإسبانيات القلائل في القرن الثامن عشر اللاتي حُفظت أعمالهن، ومن هؤلاء أيضًا عالمة الفلسفة ماريا باسكوالا كارو سوريدا.

## عائلتها
وُلدت ماريا أندريسا كازامايور دي لا كوما في 30 نوفمبر (في يوم عيد القديس أندرو) عام 1720. أُجريت طقوس تعميدها في اليوم التالي في كنيسة سيدة بيلار (بالإسبانية: Iglesia del Pilar)، وأُطلق عليها اسم ماريا خوانا روزا أندريسا. نشأت ماريا أندريسا في عائلة ثرية من تجار المنسوجات، وأمضت طفولتها في منزل عائلتها بشارع بيلار (بالإسبانية: Calle del Pilar). كان والدها هو التاجر الفرنسي خوان جوزيف كازامايور المولود في بلدة أولورون بفرنسا، وهو ابن ماريا أباليس وخوان كازامايور. أما والدتها والتي كانت من مدينة سرقسطة، واسمها خوانا روزا دي لا كوما، فكان والداها التاجر خوان دي لا كوما وماريا ألكسندر، وكلاهما من أصول فرنسية. كان المجتمع الفرنسي، في ذلك الوقت، يتكون من عدد كبير من الأفراد الذين حافظوا على العلاقات التجارية الوثيقة فيما بينهم وسيطروا على التجارة في سرقسطة. تزوج والداها في 13 أبريل 1705 وكانت ماريا أندريسا الابنة السابعة من بين تسعة أطفال.

## أعمالها
أصدرت ماريا أندريسا كتابين في علم الحساب:
- كان أول كتاب منشور لها بعنوان التيروسينيوم الحسابي (بالإسبانية: Tyrosinio aritmético) (عام 1738)،[5] يتصف هذا الكتاب - من وجهة نظر رياضية – بأنه كتابٌ عمليٌ للغاية ومكتوب بلغة جديدة ومرنّة؛ حيث يقدم الكتاب للقارئ عددًا كبيرًا من الأمثلة التي تستند إلى حالات حقيقية. وهكذا، يمكن للمرء أن يتعلم مباشرةً القواعد الأربع للحساب: وهى الجمع والطرح والضرب والقسمة. بالإضافة إلى ذلك، تشير الأمثلة التي يتضمنها هذا الكتاب إلى أن ماريا أندريسا كانت لديها معرفة دقيقة بوحدات الطول والوزن والعملة؛ تلك الوحدات التي كانت تُستخدم للقيام بالأنشطة اليومية للتجارة في القرن الثامن عشر. كما كشف القس الدومينيكي بيدرو مارتينيز، وهو صديق ماريا أندريسا ومساعدها، خلال استعراضه للكتاب قائلًا «إن هدفها في هذا العمل الموجز، هو توفير التعليم لهؤلاء الكُثُر الذين ليس لديهم الوسائل لتحقيق ذلك». ولهذا تستحق ماريا أندريسا كازامايور، وفقًا لملفها المهني، الثناء على قدرتها الحسابية الكبيرة غير العادية واهتمامها العميق بالتعليم.

- كان عنوان كتابها الثاني (بالإسبانية: El para sí solo)، وهو عبارة عن مخطوطة لم تُنشر من قبل، مكونة من 109 صفحة ويدور موضوعها حول العمليات الحسابية المتقدمة.

كتبت ماريا مؤلفاتها تحت اسم رجل مستعار، فكان اسمها الأدبي هو كاساندرو ماميس دي لا ماركا وأرايوا (بالإسبانية: Casandro Mamés de La Marca y Araioa). يُعتبر هذا الاسم عبارة عن جناس لغوي مثالي تشكل من خلال إعادة ترتيب جميع الحروف التي يتكون منها اسمها؛ ماريا أندريسا كازامايور دي لا كوما. من الغريب وجود خطأ إملائي يتعلق بالاسم في مصدر هذه المعلومات، فقد ورد ذلك الخطأ في اقتباس قام به فيليكس لاتاسا من «المكتبة الجديدة للكُتاب الأراغونيين»، (بالإسبانية: Biblioteca nueva de los escritores aragoneses)، حيث أدرج لاتاسا في فهرسه ماريا أندريسا تحت اسم «ماريا أندريا»، ولا يزال من بعده اسم ماريا أندريا مستخدمًا حتى اليوم، على الرغم من أن اسمها ماريا أندريسا بحسب شهادة معموديتها.
ادعى كاساندرو، في كتاب التيروسينيوم الحسابي، أنه أحد «تلامذة مدرسة باياريست الكاثوليكية» (بالإسبانية: Escuela Pía) وأهدى الكتاب للمدرسة ذاتها، المدرسة الدينية لكلية سانتو توماس بمدينة سرقسطة.